# 法贡德斯巴雷拉
法贡德斯巴雷拉是巴西南大河州的一个市镇。总面积134.291平方公里，总人口2508人，人口密度18.7人/平方公里。